# Национална фудбалска лига
Национална фудбалска лига (НФЛ; енгл. National Football League (NFL)) је највећа професионална лига америчког фудбала. Формирана је 1920. године, а под данашњим именом је позната од 1922. Спајањем са Америчком фудбалском лигом током 1960-их, доживела је највећу популарност. У лиги тренутно наступа 32 тима подељених у две конференције — АФЦ (Америчка фудбалска конференција) и НФЦ (Национална фудбалска конференција). Свака конференција је подељена на четири дивизије у којима наступа по четири тима. Дивизије су следеће: Исток, Запад, Север, Југ и не представљају географско простирање, већ је распоред заснован на ривалствима. Актуелни шампиони за сезону 2023. и освајачи 58. Супербоула су Канзас Сити чифси.
НФЛ је основан 1920. године као Америчка професионална фудбалска асоцијација (енгл. American Professional Football Association, APFA) пре него што је преименован у Националну фудбалску лигу за сезону 1922. Након што су се првобитно одређивали шампиони поретком на крају сезоне, 1933. године је примењен систем плејофа који је кулминирао НФЛ првенственом игром до 1966. године. Након договора о спајању НФЛ-а са ривалском Лигом америчког фудбала (АФЛ), Супербоул је први пут одржан 1967. године да би се одредио шампион између најбољих тимова из две лиге и задржао је као последња утакмица сваке НФЛ сезоне од завршетка спајања 1970. Данас НФЛ има највећу просечну посећеност (67.591) у било којој професионалној спортској лиги на свету и најпопуларнија је спортска лига у Сједињеним Државама. Супербоул је такође један од највећих спортских догађаја клубова на свету, јер појединачне игре чине многе од најгледанијих телевизијских програма у америчкој историји, а оне су заузимале Нилсенових 5 најбољих емитовања по гледаности САД телевизијска програма у свету до 2015. НФЛ је најбогатија професионална спортска лига по приходу, и спортска лига са највреднијим тимовима.